# Vlad Munteanu
Vlad Munteanu (Bacău, 16 gennaio 1981) è un dirigente sportivo ed ex calciatore rumeno, di ruolo centrocampista.

## Palmarès

### Club

#### Competizioni nazionali
- Campionato rumeno: 1

Dinamo Bucarest: 2003-2004
- Coppa di Romania: 3

Dinamo Bucarest: 2000-2001, 2002-2003, 2003-2004